# إريك جاكسون (صحفي)
إريك جاكسون (بالإنجليزية: Eric Jackson)‏ هو صحفي أمريكي، ولد في 1952.